# Chaos Chaos (album)
Albums de Chaos Chaos
Committed to the Crime
(2014)
Singles de Chaos Chaos
Pink Politics
(2018) Armed And Dangerous
(2019)
Chaos Chaos est le cinquième album studio du groupe d'indie-pop américain Chaos Chaos . C'est le troisième album que le groupe a sorti depuis qu'il a changé son nom de Smoosh en 2012, et leur premier long-métrage depuis Withershins en 2010.

## Contexte
Les deux membres du groupe, Asy et Chloe Saavedra, en décembre 2016, ont annoncé sur Facebook qu'elles travaillaient sur un nouvel album. Puis a sorti deux singles sur iTunes et Spotify fin 2017: "Dripping with Fire" ,sorti le 29 septembre 2017, avec un clip vidéo réalisé par Stephanie Dimiskovski diffusé sur VEVO et YouTube, et "On Turning 23" ,sorti le 15 novembre 2017,réalisé par Maia Saavedra, la sœur cadette de Asy,. Ces chansons, ainsi que leurs vidéos, portent des thèmes sur la fraternité, l'éloignement et la croissance. 
En avril 2018, le groupe a sorti un clip vidéo pour le troisième single de l'album: "Pink Politics", qui est apparu sur leur chaîne YouTube le 12 avril. La vidéo a été réalisée par Fredgy Noël et tournée en public sur les IPhones d'Asy et Chloé . Asy a dit que la chanson a été écrite dès le lendemain de l'élection présidentielle de 2016, entre Donald Trump et Hillary Clinton, où la chanson ainsi que la vidéo y sont une réponse.
Chaos Chaos a commencé sa toute première tournée nationale le 12 avril pour promouvoir l'album, publié finalement le 15 mai 2018.
Le 16 octobre 2018, le groupe a annoncé une nouvelle version avec trois titres en exclusivité, mais uniquement disponibles sur leur page Bandcamp. Il a depuis été également mis à disposition sur d'autres plateformes.

## Liste des pistes
Édition classique
| 1.    | Figure It Out          |  |
| 2.    | Pink Politics          |  |
| 3.    | Blue                   |  |
| 4.    | Dripping with Fire     |  |
| 5.    | Emotion                |  |
| 6.    | Berlin                 |  |
| 7.    | Don't Leave Me Hanging |  |
| 8.    | Animal Voices Memo     |  |
| 9.    | Värmland               |  |
| 10.   | A Greater Fall         |  |
| 11.   | On Turning 23          |  |
| 38:16 |                        |  |

Édition Deluxe - (uniquement sur Bandcamp)
| 1.    | Figure It Out          |  |
| 2.    | Pink Politics          |  |
| 3.    | Blue                   |  |
| 4.    | Dripping with Fire     |  |
| 5.    | Emotion                |  |
| 6.    | Berlin                 |  |
| 7.    | Don't Leave Me Hanging |  |
| 8.    | Animal Voices Memo     |  |
| 9.    | Värmland               |  |
| 10.   | 2008                   |  |
| 11.   | Big Red Shoes          |  |
| 12.   | A Greater Fall         |  |
| 13.   | On Turning 23          |  |
| 46:08 |                        |  |